# 奔騰・B90
B90 (Besturn B90) は、中国第一汽車集団が展開するブランド「奔騰」が販売する大型セダンである。

## 概要
2012年4月の北京モーターショーで発表され、8月22日に販売が開始された。奔騰ブランドのフラッグシップセダンであり、2代目マツダ6をベースに開発された。エンジンはいずれもマツダ・MZRエンジンで、2.0L（CA4GD1型、総排気量1999cc、最高出力108kW@6,500rpm、最大トルク184N·m@4,000rpm）と2.3L（CA4GD3型、総排気量2259cc、最高出力118kW@6,500rpm、最大トルク207N·m@4,000rpm）がラインナップされている。トランスミッションは6MTおよび6AT。